# Lista över fornlämningar i Flens kommun (Årdala)
Lista över fornlämningar i Flens kommun (Årdala) är en förteckning av ett urval av de fornlämningar som finns i Årdala i Flens kommun.
| Namn                                    | Lämningstyp                      | Tillkomsttid | Historisk indelning  | Plats                      | Läge                 | ID-nr          | Bild                                      |
| --------------------------------------- | -------------------------------- | ------------ | -------------------- | -------------------------- | -------------------- | -------------- | ----------------------------------------- |
| Årdala 2:1                              | Gravfält                         |              | Årdala, Södermanland |                            | 58.963750, 16.842831 | 10039200020001 | Ladda upp en bild av detta fornminne      |
| Årdala 3:1                              | Stensättning                     |              | Årdala, Södermanland |                            | 58.975496, 16.837885 | 10039200030001 | Ladda upp en bild av detta fornminne      |
| Årdala 3:2                              | Stensättning                     |              | Årdala, Södermanland |                            | 58.976026, 16.837941 | 10039200030002 | Ladda upp en bild av detta fornminne      |
| Årdala 4:1                              | Stensättning                     |              | Årdala, Södermanland |                            | 58.974657, 16.824482 | 10039200040001 | Ladda upp en bild av detta fornminne      |
| Årdala 5:1                              | Röse                             |              | Årdala, Södermanland |                            | 58.974929, 16.823433 | 10039200050001 | Ladda upp en bild av detta fornminne      |
| Årdala 6:1                              | Fornborg                         |              | Årdala, Södermanland |                            | 58.958511, 16.821627 | 10039200060001 | Ladda upp en bild av detta fornminne      |
| Årdala 7:1                              | Stensättning                     |              | Årdala, Södermanland |                            | 58.938194, 16.759984 | 10039200070001 | Ladda upp en bild av detta fornminne      |
| Årdala 8:1                              | Stensättning                     |              | Årdala, Södermanland |                            | 58.943969, 16.755413 | 10039200080001 | Ladda upp en bild av detta fornminne      |
| Årdala 9:1                              | Stensättning                     |              | Årdala, Södermanland |                            | 58.944263, 16.760294 | 10039200090001 | Ladda upp en bild av detta fornminne      |
| Årdala 9:2                              | Stensättning                     |              | Årdala, Södermanland |                            | 58.944231, 16.760909 | 10039200090002 | Ladda upp en bild av detta fornminne      |
| Årdala 9:3                              | Stensättning                     |              | Årdala, Södermanland |                            | 58.944450, 16.759501 | 10039200090003 | Ladda upp en bild av detta fornminne      |
| Årdala 10:1                             | Stensättning                     |              | Årdala, Södermanland |                            | 58.950043, 16.753356 | 10039200100001 | Ladda upp en bild av detta fornminne      |
| Årdala 11:1                             | Stensättning                     |              | Årdala, Södermanland |                            | 58.943175, 16.787864 | 10039200110001 | Ladda upp en bild av detta fornminne      |
| Årdala 12:1                             | Stensättning                     |              | Årdala, Södermanland |                            | 58.958903, 16.770508 | 10039200120001 | Ladda upp en bild av detta fornminne      |
| Årdala 12:2                             | Stensättning                     |              | Årdala, Södermanland |                            | 58.958770, 16.770312 | 10039200120002 | Ladda upp en bild av detta fornminne      |
| Årdala 12:3                             | Stensättning                     |              | Årdala, Södermanland |                            | 58.958923, 16.770283 | 10039200120003 | Ladda upp en bild av detta fornminne      |
| Årdala 13:1                             | Stensättning                     |              | Årdala, Södermanland |                            | 58.960814, 16.771440 | 10039200130001 | Ladda upp en bild av detta fornminne      |
| Årdala 14:1                             | Stensättning                     |              | Årdala, Södermanland |                            | 58.956976, 16.774150 | 10039200140001 | Ladda upp en bild av detta fornminne      |
| Årdala 18:1                             | Gravfält                         |              | Årdala, Södermanland |                            | 58.991598, 16.842780 | 10039200180001 | Ladda upp en bild av detta fornminne      |
| Urdals hög (den största). (Årdala 19:1) | Gravfält                         |              | Årdala, Södermanland |                            | 58.985956, 16.844104 | 10039200190001 | Ladda upp en bild av detta fornminne      |
| Årdala 20:1                             | Stensättning                     |              | Årdala, Södermanland |                            | 58.986036, 16.853406 | 10039200200001 | Ladda upp en bild av detta fornminne      |
| Årdala 21:1                             | Stensättning                     |              | Årdala, Södermanland |                            | 58.975927, 16.841052 | 10039200210001 | Ladda upp en bild av detta fornminne      |
| Årdala 22:1                             | Stensättning                     |              | Årdala, Södermanland |                            | 58.976699, 16.843348 | 10039200220001 | Ladda upp en bild av detta fornminne      |
| Årdala 22:2                             | Stensättning                     |              | Årdala, Södermanland |                            | 58.976405, 16.843196 | 10039200220002 | Ladda upp en bild av detta fornminne      |
| Årdala 22:3                             | Stensättning                     |              | Årdala, Södermanland |                            | 58.976180, 16.843240 | 10039200220003 | Ladda upp en bild av detta fornminne      |
| Årdala 23:1                             | Gravfält                         |              | Årdala, Södermanland |                            | 58.976989, 16.844691 | 10039200230001 | Ladda upp en bild av detta fornminne      |
| Årdala 24:1                             | Röse                             |              | Årdala, Södermanland |                            | 58.977145, 16.847422 | 10039200240001 | Ladda upp en bild av detta fornminne      |
| Årdala 24:2                             | Stensättning                     |              | Årdala, Södermanland |                            | 58.977113, 16.847125 | 10039200240002 | Ladda upp en bild av detta fornminne      |
| Årdala 25:1                             | Stensättning                     |              | Årdala, Södermanland |                            | 58.977311, 16.849991 | 10039200250001 | Ladda upp en bild av detta fornminne      |
| Årdala 25:2                             | Stensättning                     |              | Årdala, Södermanland |                            | 58.977397, 16.849003 | 10039200250002 | Ladda upp en bild av detta fornminne      |
| Årdala 26:1                             | Stensättning                     |              | Årdala, Södermanland |                            | 58.996982, 16.872447 | 10039200260001 | Ladda upp en bild av detta fornminne      |
| Årdala 27:1                             | Stensättning                     |              | Årdala, Södermanland |                            | 58.997463, 16.852678 | 10039200270001 | Ladda upp en bild av detta fornminne      |
| Årdala 28:1                             | Stensättning                     |              | Årdala, Södermanland |                            | 58.997766, 16.850883 | 10039200280001 | Ladda upp en bild av detta fornminne      |
| Årdala 28:2                             | Stensättning                     |              | Årdala, Södermanland |                            | 58.997709, 16.850427 | 10039200280002 | Ladda upp en bild av detta fornminne      |
| Årdala 28:3                             | Stensättning                     |              | Årdala, Södermanland |                            | 58.997660, 16.849380 | 10039200280003 | Ladda upp en bild av detta fornminne      |
| Årdala 28:4                             | Stensättning                     |              | Årdala, Södermanland |                            | 58.997394, 16.849750 | 10039200280004 | Ladda upp en bild av detta fornminne      |
| Årdala 29:1                             | Stensättning                     |              | Årdala, Södermanland |                            | 58.996467, 16.847843 | 10039200290001 | Ladda upp en bild av detta fornminne      |
| Årdala 29:2                             | Stensättning                     |              | Årdala, Södermanland |                            | 58.996491, 16.848123 | 10039200290002 | Ladda upp en bild av detta fornminne      |
| Årdala 30:1                             | Gravfält                         |              | Årdala, Södermanland |                            | 58.996745, 16.852983 | 10039200300001 | Ladda upp en bild av detta fornminne      |
| Årdala 31:1                             | Röse                             |              | Årdala, Södermanland |                            | 58.997490, 16.858737 | 10039200310001 | Ladda upp en bild av detta fornminne      |
| Årdala 31:2                             | Stensättning                     |              | Årdala, Södermanland |                            | 58.997281, 16.858239 | 10039200310002 | Ladda upp en bild av detta fornminne      |
| Årdala 31:3                             | Stensättning                     |              | Årdala, Södermanland |                            | 58.997239, 16.858028 | 10039200310003 | Ladda upp en bild av detta fornminne      |
| Årdala 32:1                             | Gravfält                         |              | Årdala, Södermanland |                            | 58.996587, 16.844995 | 10039200320001 | Ladda upp en bild av detta fornminne      |
| Årdala 33:1                             | Hög                              |              | Årdala, Södermanland |                            | 58.994760, 16.845000 | 10039200330001 | Ladda upp en bild av detta fornminne      |
| Årdala 33:2                             | Stensättning                     |              | Årdala, Södermanland |                            | 58.994762, 16.844739 | 10039200330002 | Ladda upp en bild av detta fornminne      |
| Årdala 34:1                             | Gravfält                         |              | Årdala, Södermanland |                            | 58.994266, 16.843906 | 10039200340001 | Ladda upp en bild av detta fornminne      |
| Drott. Christinas kullar. (Årdala 35:1) | Stensättning                     |              | Årdala, Södermanland |                            | 58.992878, 16.846449 | 10039200350001 | Ladda upp en bild av detta fornminne      |
| Årdala 36:1                             | Stensättning                     |              | Årdala, Södermanland |                            | 59.001688, 16.845802 | 10039200360001 | Ladda upp en bild av detta fornminne      |
| Årdala 37:1                             | Gravfält                         |              | Årdala, Södermanland |                            | 59.000646, 16.845476 | 10039200370001 | Ladda upp en bild av detta fornminne      |
| Årdala 38:1                             | Gravfält                         |              | Årdala, Södermanland |                            | 58.987923, 16.838355 | 10039200380001 | Ladda upp en bild av detta fornminne      |
| Årdala 39:1                             | Hög                              |              | Årdala, Södermanland |                            | 58.989001, 16.835233 | 10039200390001 | Ladda upp en bild av detta fornminne      |
| Årdala 40:1                             | Stensättning                     |              | Årdala, Södermanland |                            | 58.989039, 16.837078 | 10039200400001 | Ladda upp en bild av detta fornminne      |
| Årdala 40:2                             | Stensättning                     |              | Årdala, Södermanland |                            | 58.988984, 16.837181 | 10039200400002 | Ladda upp en bild av detta fornminne      |
| Årdala 41:1                             | Stensättning                     |              | Årdala, Södermanland |                            | 58.987972, 16.830953 | 10039200410001 | Ladda upp en bild av detta fornminne      |
| Årdala 42:1                             | Stensättning                     |              | Årdala, Södermanland |                            | 58.987521, 16.829094 | 10039200420001 | Ladda upp en bild av detta fornminne      |
| Årdala 42:2                             | Stensättning                     |              | Årdala, Södermanland |                            | 58.987654, 16.829307 | 10039200420002 | Ladda upp en bild av detta fornminne      |
| Årdala 43:1                             | Hög                              |              | Årdala, Södermanland |                            | 58.987707, 16.827447 | 10039200430001 | Ladda upp en bild av detta fornminne      |
| Årdala 44:1                             | Stensättning                     |              | Årdala, Södermanland |                            | 58.981651, 16.821250 | 10039200440001 | Ladda upp en bild av detta fornminne      |
| Årdala 45:1                             | Stensättning                     |              | Årdala, Södermanland |                            | 58.976889, 16.824022 | 10039200450001 | Ladda upp en bild av detta fornminne      |
| Årdala 46:1                             | Stensättning                     |              | Årdala, Södermanland |                            | 58.989405, 16.821468 | 10039200460001 | Ladda upp en bild av detta fornminne      |
| Årdala 46:3                             | Stensättning                     |              | Årdala, Södermanland |                            | 58.989463, 16.821001 | 10039200460003 | Ladda upp en bild av detta fornminne      |
| Årdala 48:1                             | Gravfält                         |              | Årdala, Södermanland |                            | 58.960164, 16.759223 | 10039200480001 | Ladda upp en bild av detta fornminne      |
| Årdala 49:1                             | Hög                              |              | Årdala, Södermanland |                            | 58.955746, 16.754434 | 10039200490001 | Ladda upp en bild av detta fornminne      |
| Årdala 49:2                             | Hög                              |              | Årdala, Södermanland |                            | 58.955918, 16.754249 | 10039200490002 | Ladda upp en bild av detta fornminne      |
| Årdala 50:1                             | Gravfält                         |              | Årdala, Södermanland |                            | 58.959021, 16.750714 | 10039200500001 | Ladda upp en bild av detta fornminne      |
| Årdala 51:1                             | Hög                              |              | Årdala, Södermanland |                            | 58.956509, 16.746022 | 10039200510001 | Ladda upp en bild av detta fornminne      |
| Årdala 51:2                             | Hög                              |              | Årdala, Södermanland |                            | 58.956383, 16.746052 | 10039200510002 | Ladda upp en bild av detta fornminne      |
| Årdala 51:3                             | Hög                              |              | Årdala, Södermanland |                            | 58.956257, 16.746082 | 10039200510003 | Ladda upp en bild av detta fornminne      |
| Sö 320 (Årdala 52:1)                    | Runristning                      |              | Årdala, Södermanland | Stäringe                   | 58.955694, 16.748205 | 10039200520001 | Ladda upp en till bild av detta fornminne |
| Sö 319 (Årdala 52:2)                    | Runristning                      |              | Årdala, Södermanland | Stäringe (urspr. Sannerby) | 58.955720, 16.748328 | 10039200520002 | Ladda upp en till bild av detta fornminne |
| Sö ATA6058/54 (Årdala 52:3)             | Runristning                      |              | Årdala, Södermanland | Stäringe                   | 58.955666, 16.748344 | 10039200520003 | Ladda upp en till bild av detta fornminne |
| Årdala 53:1                             | Stensättning                     |              | Årdala, Södermanland |                            | 58.965577, 16.734289 | 10039200530001 | Ladda upp en bild av detta fornminne      |
| Årdala 54:1                             | Stensättning                     |              | Årdala, Södermanland |                            | 58.966861, 16.725754 | 10039200540001 | Ladda upp en bild av detta fornminne      |
| Årdala 54:2                             | Stensättning                     |              | Årdala, Södermanland |                            | 58.966805, 16.725960 | 10039200540002 | Ladda upp en bild av detta fornminne      |
| Årdala 54:3                             | Stensättning                     |              | Årdala, Södermanland |                            | 58.966819, 16.725508 | 10039200540003 | Ladda upp en bild av detta fornminne      |
| Årdala 55:1                             | Stensättning                     |              | Årdala, Södermanland |                            | 58.942629, 16.698501 | 10039200550001 | Ladda upp en bild av detta fornminne      |
| Årdala 56:1                             | Stensättning                     |              | Årdala, Södermanland |                            | 58.942023, 16.704811 | 10039200560001 | Ladda upp en bild av detta fornminne      |
| Årdala 57:1                             | Röse                             |              | Årdala, Södermanland |                            | 58.941999, 16.706410 | 10039200570001 | Ladda upp en bild av detta fornminne      |
| Årdala 58:1                             | Stensättning                     |              | Årdala, Södermanland |                            | 58.941615, 16.708032 | 10039200580001 | Ladda upp en bild av detta fornminne      |
| Årdala 59:1                             | Stensättning                     |              | Årdala, Södermanland |                            | 58.940205, 16.710922 | 10039200590001 | Ladda upp en bild av detta fornminne      |
| Årdala 60:1                             | Stensättning                     |              | Årdala, Södermanland |                            | 58.941054, 16.714291 | 10039200600001 | Ladda upp en bild av detta fornminne      |
| Årdala 61:1                             | Stensättning                     |              | Årdala, Södermanland |                            | 58.940062, 16.714743 | 10039200610001 | Ladda upp en bild av detta fornminne      |
| Årdala 62:1                             | Stensättning                     |              | Årdala, Södermanland |                            | 58.939696, 16.715426 | 10039200620001 | Ladda upp en bild av detta fornminne      |
| Årdala 63:1                             | Röse                             |              | Årdala, Södermanland |                            | 58.938976, 16.714600 | 10039200630001 | Ladda upp en bild av detta fornminne      |
| Årdala 64:1                             | Stensättning                     |              | Årdala, Södermanland |                            | 58.936716, 16.717112 | 10039200640001 | Ladda upp en bild av detta fornminne      |
| Årdala 64:2                             | Stensättning                     |              | Årdala, Södermanland |                            | 58.937120, 16.717074 | 10039200640002 | Ladda upp en bild av detta fornminne      |
| Årdala 65:1                             | Röse                             |              | Årdala, Södermanland |                            | 58.937438, 16.717694 | 10039200650001 | Ladda upp en bild av detta fornminne      |
| Årdala 66:1                             | Stensättning                     |              | Årdala, Södermanland |                            | 58.935072, 16.713315 | 10039200660001 | Ladda upp en bild av detta fornminne      |
| Årdala 67:1                             | Stensättning                     |              | Årdala, Södermanland |                            | 58.938370, 16.723675 | 10039200670001 | Ladda upp en bild av detta fornminne      |
| Årdala 68:1                             | Stensättning                     |              | Årdala, Södermanland |                            | 58.936968, 16.727504 | 10039200680001 | Ladda upp en bild av detta fornminne      |
| Årdala 69:1                             | Stensättning                     |              | Årdala, Södermanland |                            | 58.940828, 16.722058 | 10039200690001 | Ladda upp en bild av detta fornminne      |
| Årdala 70:1                             | Stensättning                     |              | Årdala, Södermanland |                            | 58.942100, 16.717685 | 10039200700001 | Ladda upp en bild av detta fornminne      |
| Årdala 71:1                             | Stensättning                     |              | Årdala, Södermanland |                            | 58.952811, 16.712532 | 10039200710001 | Ladda upp en bild av detta fornminne      |
| Årdala 73:1                             | Stensättning                     |              | Årdala, Södermanland |                            | 58.941593, 16.740941 | 10039200730001 | Ladda upp en bild av detta fornminne      |
| Årdala 75:1                             | Stensättning                     |              | Årdala, Södermanland |                            | 58.939817, 16.743433 | 10039200750001 | Ladda upp en bild av detta fornminne      |
| Årdala 76:1                             | Stensättning                     |              | Årdala, Södermanland |                            | 58.938732, 16.746960 | 10039200760001 | Ladda upp en bild av detta fornminne      |
| Årdala 76:2                             | Stensättning                     |              | Årdala, Södermanland |                            | 58.938628, 16.747547 | 10039200760002 | Ladda upp en bild av detta fornminne      |
| Årdala 76:3                             | Stensättning                     |              | Årdala, Södermanland |                            | 58.938447, 16.747732 | 10039200760003 | Ladda upp en bild av detta fornminne      |
| Årdala 77:1                             | Stensättning                     |              | Årdala, Södermanland |                            | 58.937272, 16.742802 | 10039200770001 | Ladda upp en bild av detta fornminne      |
| Årdala 80:1                             | Gravfält                         |              | Årdala, Södermanland |                            | 59.017638, 16.811867 | 10039200800001 | Ladda upp en bild av detta fornminne      |
| Årdala 82:1                             | Gravfält                         |              | Årdala, Södermanland |                            | 59.018670, 16.809112 | 10039200820001 | Ladda upp en bild av detta fornminne      |
| Årdala 83:1                             | Stensättning                     |              | Årdala, Södermanland |                            | 59.007801, 16.810465 | 10039200830001 | Ladda upp en bild av detta fornminne      |
| Årdala 84:1                             | Stensättning                     |              | Årdala, Södermanland |                            | 59.007120, 16.811242 | 10039200840001 | Ladda upp en bild av detta fornminne      |
| Årdala 85:1                             | Stensättning                     |              | Årdala, Södermanland |                            | 59.006428, 16.808971 | 10039200850001 | Ladda upp en bild av detta fornminne      |
| Årdala 86:1                             | Röse                             |              | Årdala, Södermanland |                            | 59.005405, 16.822237 | 10039200860001 | Ladda upp en bild av detta fornminne      |
| Årdala 87:1                             | Stensättning                     |              | Årdala, Södermanland |                            | 59.005216, 16.820264 | 10039200870001 | Ladda upp en bild av detta fornminne      |
| Årdala 88:1                             | Stensättning                     |              | Årdala, Södermanland |                            | 59.000842, 16.816217 | 10039200880001 | Ladda upp en bild av detta fornminne      |
| Årdala 88:2                             | Stensättning                     |              | Årdala, Södermanland |                            | 59.000909, 16.815715 | 10039200880002 | Ladda upp en bild av detta fornminne      |
| Årdala 89:1                             | Stensättning                     |              | Årdala, Södermanland |                            | 59.001643, 16.812990 | 10039200890001 | Ladda upp en bild av detta fornminne      |
| Årdala 89:2                             | Stensättning                     |              | Årdala, Södermanland |                            | 59.001560, 16.813248 | 10039200890002 | Ladda upp en bild av detta fornminne      |
| Årdala 90:1                             | Stensättning                     |              | Årdala, Södermanland |                            | 59.008638, 16.803252 | 10039200900001 | Ladda upp en bild av detta fornminne      |
| Årdala 91:1                             | Stensättning                     |              | Årdala, Södermanland |                            | 59.008160, 16.798020 | 10039200910001 | Ladda upp en bild av detta fornminne      |
| Årdala 92:1                             | Stensättning                     |              | Årdala, Södermanland |                            | 58.945920, 16.746768 | 10039200920001 | Ladda upp en bild av detta fornminne      |
| Årdala 93:1                             | Stensättning                     |              | Årdala, Södermanland |                            | 58.947448, 16.744841 | 10039200930001 | Ladda upp en bild av detta fornminne      |
| Årdala 93:2                             | Stensättning                     |              | Årdala, Södermanland |                            | 58.947442, 16.744510 | 10039200930002 | Ladda upp en bild av detta fornminne      |
| Årdala 93:3                             | Stensättning                     |              | Årdala, Södermanland |                            | 58.947568, 16.744532 | 10039200930003 | Ladda upp en bild av detta fornminne      |
| Årdala 93:4                             | Stensättning                     |              | Årdala, Södermanland |                            | 58.947342, 16.744611 | 10039200930004 | Ladda upp en bild av detta fornminne      |
| Årdala 94:1                             | Stensättning                     |              | Årdala, Södermanland |                            | 58.954780, 16.727601 | 10039200940001 | Ladda upp en bild av detta fornminne      |
| Årdala 95:1                             | Gravfält                         |              | Årdala, Södermanland |                            | 58.970328, 16.760955 | 10039200950001 | Ladda upp en bild av detta fornminne      |
| Årdala 96:1                             | Stensättning                     |              | Årdala, Södermanland |                            | 59.018939, 16.805441 | 10039200960001 | Ladda upp en bild av detta fornminne      |
| Årdala 97:1                             | Gravfält                         |              | Årdala, Södermanland |                            | 59.015797, 16.802124 | 10039200970001 | Ladda upp en bild av detta fornminne      |
| Årdala 98:1                             | Stensättning                     |              | Årdala, Södermanland |                            | 59.012268, 16.791292 | 10039200980001 | Ladda upp en bild av detta fornminne      |
| Årdala 99:1                             | Stensättning                     |              | Årdala, Södermanland |                            | 59.012173, 16.788468 | 10039200990001 | Ladda upp en bild av detta fornminne      |
| Årdala 100:1                            | Stensättning                     |              | Årdala, Södermanland |                            | 58.998008, 16.816201 | 10039201000001 | Ladda upp en bild av detta fornminne      |
| Årdala 101:1                            | Gravfält                         |              | Årdala, Södermanland |                            | 58.998059, 16.818580 | 10039201010001 | Ladda upp en bild av detta fornminne      |
| Årdala 102:1                            | Gravfält                         |              | Årdala, Södermanland |                            | 58.997158, 16.820803 | 10039201020001 | Ladda upp en bild av detta fornminne      |
| Årdala 103:1                            | Stensättning                     |              | Årdala, Södermanland |                            | 58.998526, 16.825954 | 10039201030001 | Ladda upp en bild av detta fornminne      |
| Årdala 103:2                            | Stensättning                     |              | Årdala, Södermanland |                            | 58.998574, 16.825642 | 10039201030002 | Ladda upp en bild av detta fornminne      |
| Årdala 104:1                            | Gravfält                         |              | Årdala, Södermanland |                            | 59.018811, 16.776888 | 10039201040001 | Ladda upp en bild av detta fornminne      |
| Årdala 105:1                            | Gravfält                         |              | Årdala, Södermanland |                            | 58.995653, 16.762153 | 10039201050001 | Ladda upp en bild av detta fornminne      |
| Årdala 106:1                            | Gravfält                         |              | Årdala, Södermanland |                            | 58.978194, 16.756130 | 10039201060001 | Ladda upp en bild av detta fornminne      |
| Årdala 107:1                            | Stensättning                     |              | Årdala, Södermanland |                            | 58.977842, 16.755469 | 10039201070001 | Ladda upp en bild av detta fornminne      |
| Årdala 108:1                            | Gravfält                         |              | Årdala, Södermanland |                            | 58.977539, 16.753953 | 10039201080001 | Ladda upp en bild av detta fornminne      |
| Årdala 108:2                            | Husgrund, förhistorisk/medeltida |              | Årdala, Södermanland |                            | 58.977150, 16.753759 | 10039201080002 | Ladda upp en bild av detta fornminne      |
| Årdala 109:1                            | Stensättning                     |              | Årdala, Södermanland |                            | 58.977730, 16.753114 | 10039201090001 | Ladda upp en bild av detta fornminne      |
| Årdala 110:1                            | Stensättning                     |              | Årdala, Södermanland |                            | 58.954369, 16.742982 | 10039201100001 | Ladda upp en bild av detta fornminne      |
| Årdala 110:2                            | Stensättning                     |              | Årdala, Södermanland |                            | 58.954361, 16.743299 | 10039201100002 | Ladda upp en bild av detta fornminne      |
| Årdala 111:1                            | Stensättning                     |              | Årdala, Södermanland |                            | 58.998378, 16.820467 | 10039201110001 | Ladda upp en bild av detta fornminne      |
| Årdala 111:2                            | Stensättning                     |              | Årdala, Södermanland |                            | 58.998587, 16.820213 | 10039201110002 | Ladda upp en bild av detta fornminne      |
| Årdala 112:1                            | Stensättning                     |              | Årdala, Södermanland |                            | 58.994342, 16.783268 | 10039201120001 | Ladda upp en bild av detta fornminne      |
| Årdala 113:1                            | Röse                             |              | Årdala, Södermanland |                            | 58.995163, 16.788099 | 10039201130001 | Ladda upp en bild av detta fornminne      |
| Årdala 114:1                            | Röse                             |              | Årdala, Södermanland |                            | 58.995876, 16.794857 | 10039201140001 | Ladda upp en bild av detta fornminne      |
| Årdala 115:1                            | Stensättning                     |              | Årdala, Södermanland |                            | 58.993208, 16.794855 | 10039201150001 | Ladda upp en bild av detta fornminne      |
| Årdala 116:1                            | Röse                             |              | Årdala, Södermanland |                            | 58.996991, 16.810920 | 10039201160001 | Ladda upp en bild av detta fornminne      |
| Årdala 116:2                            | Stensättning                     |              | Årdala, Södermanland |                            | 58.996779, 16.810512 | 10039201160002 | Ladda upp en bild av detta fornminne      |
| Årdala 117:1                            | Stensättning                     |              | Årdala, Södermanland |                            | 59.000636, 16.789841 | 10039201170001 | Ladda upp en bild av detta fornminne      |
| Årdala 117:2                            | Stensättning                     |              | Årdala, Södermanland |                            | 59.000982, 16.790068 | 10039201170002 | Ladda upp en bild av detta fornminne      |
| Årdala 118:1                            | Stensättning                     |              | Årdala, Södermanland |                            | 58.999423, 16.788370 | 10039201180001 | Ladda upp en bild av detta fornminne      |
| Årdala 119:1                            | Stensättning                     |              | Årdala, Södermanland |                            | 59.000822, 16.796291 | 10039201190001 | Ladda upp en bild av detta fornminne      |
| Årdala 119:2                            | Röse                             |              | Årdala, Södermanland |                            | 59.000598, 16.796162 | 10039201190002 | Ladda upp en bild av detta fornminne      |
| Årdala 119:3                            | Stensättning                     |              | Årdala, Södermanland |                            | 59.000419, 16.796086 | 10039201190003 | Ladda upp en bild av detta fornminne      |
| Årdala 119:4                            | Stensättning                     |              | Årdala, Södermanland |                            | 59.000964, 16.796417 | 10039201190004 | Ladda upp en bild av detta fornminne      |
| Årdala 120:1                            | Gravfält                         |              | Årdala, Södermanland |                            | 58.982843, 16.843572 | 10039201200001 | Ladda upp en bild av detta fornminne      |
| Prinsens gravbacke (Årdala 121:1)       | Gravfält                         |              | Årdala, Södermanland |                            | 58.986859, 16.864066 | 10039201210001 | Ladda upp en bild av detta fornminne      |
| Årdala 122:1                            | Gravfält                         |              | Årdala, Södermanland |                            | 58.985957, 16.865227 | 10039201220001 | Ladda upp en bild av detta fornminne      |
| Årdala 124:1                            | Fornborg                         |              | Årdala, Södermanland |                            | 58.979150, 16.869499 | 10039201240001 | Ladda upp en bild av detta fornminne      |
| Årdala 125:1                            | Stensättning                     |              | Årdala, Södermanland |                            | 58.996852, 16.789842 | 10039201250001 | Ladda upp en bild av detta fornminne      |
| Årdala 126:1                            | Röse                             |              | Årdala, Södermanland |                            | 58.995974, 16.790910 | 10039201260001 | Ladda upp en bild av detta fornminne      |
| Årdala 126:2                            | Stensättning                     |              | Årdala, Södermanland |                            | 58.995922, 16.791674 | 10039201260002 | Ladda upp en bild av detta fornminne      |
| Årdala 127:1                            | Stensättning                     |              | Årdala, Södermanland |                            | 58.938052, 16.745822 | 10039201270001 | Ladda upp en bild av detta fornminne      |
| Årdala 128:1                            | Stensättning                     |              | Årdala, Södermanland |                            | 58.939574, 16.744433 | 10039201280001 | Ladda upp en bild av detta fornminne      |
| Årdala 128:2                            | Stensättning                     |              | Årdala, Södermanland |                            | 58.939228, 16.744890 | 10039201280002 | Ladda upp en bild av detta fornminne      |
| Årdala 130:1                            | Stensättning                     |              | Årdala, Södermanland |                            | 58.996297, 16.840053 | 10039201300001 | Ladda upp en bild av detta fornminne      |
| Årdala 130:2                            | Stensättning                     |              | Årdala, Södermanland |                            | 58.996431, 16.839994 | 10039201300002 | Ladda upp en bild av detta fornminne      |
| Årdala 130:3                            | Stensättning                     |              | Årdala, Södermanland |                            | 58.996253, 16.839832 | 10039201300003 | Ladda upp en bild av detta fornminne      |
| Årdala 131:1                            | Stensättning                     |              | Årdala, Södermanland |                            | 58.996364, 16.837473 | 10039201310001 | Ladda upp en bild av detta fornminne      |
| Årdala 132:1                            | Stensättning                     |              | Årdala, Södermanland |                            | 58.997969, 16.838794 | 10039201320001 | Ladda upp en bild av detta fornminne      |
| Årdala 133:1                            | Stensättning                     |              | Årdala, Södermanland |                            | 58.995261, 16.837919 | 10039201330001 | Ladda upp en bild av detta fornminne      |
| Årdala 136:1                            | Stensättning                     |              | Årdala, Södermanland |                            | 58.997519, 16.812173 | 10039201360001 | Ladda upp en bild av detta fornminne      |
| Årdala 137:1                            | Stensättning                     |              | Årdala, Södermanland |                            | 58.999686, 16.809862 | 10039201370001 | Ladda upp en bild av detta fornminne      |
| Årdala 138:1                            | Stensättning                     |              | Årdala, Södermanland |                            | 59.000676, 16.812892 | 10039201380001 | Ladda upp en bild av detta fornminne      |
| Årdala 139:1                            | Röse                             |              | Årdala, Södermanland |                            | 59.002038, 16.813886 | 10039201390001 | Ladda upp en bild av detta fornminne      |
| Årdala 142:1                            | Röse                             |              | Årdala, Södermanland |                            | 58.999344, 16.808963 | 10039201420001 | Ladda upp en bild av detta fornminne      |
| Årdala 144:1                            | Stensättning                     |              | Årdala, Södermanland |                            | 58.982163, 16.822649 | 10039201440001 | Ladda upp en bild av detta fornminne      |
| Årdala 145:1                            | Stensättning                     |              | Årdala, Södermanland |                            | 58.982276, 16.835020 | 10039201450001 | Ladda upp en bild av detta fornminne      |
| Årdala 145:2                            | Stensättning                     |              | Årdala, Södermanland |                            | 58.982494, 16.835671 | 10039201450002 | Ladda upp en bild av detta fornminne      |
| Årdala 148:1                            | Stensättning                     |              | Årdala, Södermanland |                            | 59.013615, 16.801102 | 10039201480001 | Ladda upp en bild av detta fornminne      |
| Årdala 151:1                            | Stensättning                     |              | Årdala, Södermanland |                            | 59.008187, 16.801426 | 10039201510001 | Ladda upp en bild av detta fornminne      |
| Årdala 151:2                            | Stensättning                     |              | Årdala, Södermanland |                            | 59.008199, 16.801026 | 10039201510002 | Ladda upp en bild av detta fornminne      |
| Årdala 152:1                            | Röse                             |              | Årdala, Södermanland |                            | 59.004729, 16.788751 | 10039201520001 | Ladda upp en bild av detta fornminne      |
| Årdala 152:2                            | Röse                             |              | Årdala, Södermanland |                            | 59.004480, 16.788770 | 10039201520002 | Ladda upp en bild av detta fornminne      |
| Årdala 153:1                            | Röse                             |              | Årdala, Södermanland |                            | 59.003339, 16.787846 | 10039201530001 | Ladda upp en bild av detta fornminne      |
| Årdala 154:1                            | Stensättning                     |              | Årdala, Södermanland |                            | 59.005697, 16.788644 | 10039201540001 | Ladda upp en bild av detta fornminne      |
| Årdala 155:1                            | Stensättning                     |              | Årdala, Södermanland |                            | 59.005186, 16.790344 | 10039201550001 | Ladda upp en bild av detta fornminne      |
| Årdala 155:2                            | Stensättning                     |              | Årdala, Södermanland |                            | 59.004992, 16.789955 | 10039201550002 | Ladda upp en bild av detta fornminne      |
| Årdala 156:1                            | Stensättning                     |              | Årdala, Södermanland |                            | 59.005466, 16.791119 | 10039201560001 | Ladda upp en bild av detta fornminne      |
| Årdala 157:1                            | Röse                             |              | Årdala, Södermanland |                            | 59.006179, 16.792460 | 10039201570001 | Ladda upp en bild av detta fornminne      |
| Årdala 158:1                            | Röse                             |              | Årdala, Södermanland |                            | 59.002957, 16.784318 | 10039201580001 | Ladda upp en bild av detta fornminne      |
| Årdala 159:1                            | Stensättning                     |              | Årdala, Södermanland |                            | 59.002899, 16.772343 | 10039201590001 | Ladda upp en bild av detta fornminne      |
| Årdala 160:1                            | Röse                             |              | Årdala, Södermanland |                            | 59.006514, 16.784278 | 10039201600001 | Ladda upp en bild av detta fornminne      |
| Årdala 161:1                            | Stensättning                     |              | Årdala, Södermanland |                            | 59.009385, 16.783711 | 10039201610001 | Ladda upp en bild av detta fornminne      |
| Årdala 161:2                            | Stensättning                     |              | Årdala, Södermanland |                            | 59.009312, 16.783848 | 10039201610002 | Ladda upp en bild av detta fornminne      |
| Årdala 162:1                            | Stensättning                     |              | Årdala, Södermanland |                            | 58.994300, 16.785148 | 10039201620001 | Ladda upp en bild av detta fornminne      |
| Årdala 163:1                            | Stensättning                     |              | Årdala, Södermanland |                            | 58.995071, 16.786321 | 10039201630001 | Ladda upp en bild av detta fornminne      |
| Årdala 163:2                            | Stensättning                     |              | Årdala, Södermanland |                            | 58.995164, 16.786933 | 10039201630002 | Ladda upp en bild av detta fornminne      |
| Årdala 164:1                            | Stensättning                     |              | Årdala, Södermanland |                            | 58.992048, 16.775522 | 10039201640001 | Ladda upp en bild av detta fornminne      |
| Årdala 165:1                            | Stensättning                     |              | Årdala, Södermanland |                            | 58.990072, 16.804163 | 10039201650001 | Ladda upp en bild av detta fornminne      |
| Årdala 166:1                            | Stensättning                     |              | Årdala, Södermanland |                            | 58.996914, 16.799363 | 10039201660001 | Ladda upp en bild av detta fornminne      |
| Årdala 166:2                            | Stensättning                     |              | Årdala, Södermanland |                            | 58.996819, 16.799986 | 10039201660002 | Ladda upp en bild av detta fornminne      |
| Årdala 167:1                            | Stensättning                     |              | Årdala, Södermanland |                            | 58.996326, 16.803647 | 10039201670001 | Ladda upp en bild av detta fornminne      |
| Årdala 168:1                            | Röse                             |              | Årdala, Södermanland |                            | 58.995524, 16.781777 | 10039201680001 | Ladda upp en bild av detta fornminne      |
| Årdala 168:2                            | Stensättning                     |              | Årdala, Södermanland |                            | 58.995233, 16.781142 | 10039201680002 | Ladda upp en bild av detta fornminne      |
| Årdala 169:1                            | Stensättning                     |              | Årdala, Södermanland |                            | 58.965535, 16.767549 | 10039201690001 | Ladda upp en bild av detta fornminne      |
| Årdala 174:1                            | Stensättning                     |              | Årdala, Södermanland |                            | 59.008752, 16.784126 | 10039201740001 | Ladda upp en bild av detta fornminne      |
| Årdala 175:1                            | Stensättning                     |              | Årdala, Södermanland |                            | 58.979189, 16.847401 | 10039201750001 | Ladda upp en bild av detta fornminne      |
| Årdala 176:1                            | Stensättning                     |              | Årdala, Södermanland |                            | 58.970487, 16.835594 | 10039201760001 | Ladda upp en bild av detta fornminne      |
| Årdala 177:1                            | Stensättning                     |              | Årdala, Södermanland |                            | 58.970973, 16.837000 | 10039201770001 | Ladda upp en bild av detta fornminne      |
| Årdala 177:2                            | Stensättning                     |              | Årdala, Södermanland |                            | 58.971037, 16.836890 | 10039201770002 | Ladda upp en bild av detta fornminne      |
| Årdala 177:3                            | Stensättning                     |              | Årdala, Södermanland |                            | 58.971051, 16.836865 | 10039201770003 | Ladda upp en bild av detta fornminne      |
| Årdala 177:4                            | Stensättning                     |              | Årdala, Södermanland |                            | 58.971051, 16.836865 | 10039201770004 | Ladda upp en bild av detta fornminne      |
| Årdala 179:1                            | Stensättning                     |              | Årdala, Södermanland |                            | 58.964233, 16.836783 | 10039201790001 | Ladda upp en bild av detta fornminne      |
| Årdala 180:1                            | Stensättning                     |              | Årdala, Södermanland |                            | 58.972971, 16.791366 | 10039201800001 | Ladda upp en bild av detta fornminne      |
| Årdala 183:1                            | Stensättning                     |              | Årdala, Södermanland |                            | 58.957864, 16.727259 | 10039201830001 | Ladda upp en bild av detta fornminne      |
| Årdala 184:1                            | Stensättning                     |              | Årdala, Södermanland |                            | 58.964579, 16.729640 | 10039201840001 | Ladda upp en bild av detta fornminne      |
| Årdala 184:2                            | Stensättning                     |              | Årdala, Södermanland |                            | 58.964643, 16.729486 | 10039201840002 | Ladda upp en bild av detta fornminne      |
| Årdala 185:1                            | Stensättning                     |              | Årdala, Södermanland |                            | 58.965874, 16.728538 | 10039201850001 | Ladda upp en bild av detta fornminne      |
| Årdala 186:1                            | Stensättning                     |              | Årdala, Södermanland |                            | 58.968585, 16.722960 | 10039201860001 | Ladda upp en bild av detta fornminne      |
| Årdala 186:2                            | Stensättning                     |              | Årdala, Södermanland |                            | 58.968382, 16.722657 | 10039201860002 | Ladda upp en bild av detta fornminne      |
| Årdala 186:3                            | Stensättning                     |              | Årdala, Södermanland |                            | 58.968348, 16.722430 | 10039201860003 | Ladda upp en bild av detta fornminne      |
| Årdala 186:4                            | Stensättning                     |              | Årdala, Södermanland |                            | 58.968420, 16.723355 | 10039201860004 | Ladda upp en bild av detta fornminne      |
| Årdala 189:1                            | Stensättning                     |              | Årdala, Södermanland |                            | 58.946413, 16.745986 | 10039201890001 | Ladda upp en bild av detta fornminne      |
| Årdala 190:1                            | Stensättning                     |              | Årdala, Södermanland |                            | 58.942413, 16.745319 | 10039201900001 | Ladda upp en bild av detta fornminne      |
| Årdala 191:1                            | Stensättning                     |              | Årdala, Södermanland |                            | 58.938064, 16.743613 | 10039201910001 | Ladda upp en bild av detta fornminne      |
| Årdala 193:1                            | Röse                             |              | Årdala, Södermanland |                            | 58.938827, 16.738980 | 10039201930001 | Ladda upp en bild av detta fornminne      |
| Årdala 194:1                            | Stensättning                     |              | Årdala, Södermanland |                            | 58.938779, 16.741187 | 10039201940001 | Ladda upp en bild av detta fornminne      |
| Årdala 195:1                            | Stensättning                     |              | Årdala, Södermanland |                            | 58.940349, 16.739452 | 10039201950001 | Ladda upp en bild av detta fornminne      |
| Årdala 196:1                            | Stensättning                     |              | Årdala, Södermanland |                            | 58.935271, 16.731234 | 10039201960001 | Ladda upp en bild av detta fornminne      |
| Årdala 197:1                            | Stensättning                     |              | Årdala, Södermanland |                            | 58.939812, 16.735484 | 10039201970001 | Ladda upp en bild av detta fornminne      |
| Årdala 198:1                            | Stensättning                     |              | Årdala, Södermanland |                            | 58.940067, 16.757566 | 10039201980001 | Ladda upp en bild av detta fornminne      |
| Årdala 199:1                            | Stensättning                     |              | Årdala, Södermanland |                            | 58.944168, 16.706852 | 10039201990001 | Ladda upp en bild av detta fornminne      |
| Årdala 200:1                            | Stensättning                     |              | Årdala, Södermanland |                            | 58.953766, 16.723650 | 10039202000001 | Ladda upp en bild av detta fornminne      |
| Årdala 201:1                            | Stensättning                     |              | Årdala, Södermanland |                            | 58.944923, 16.767266 | 10039202010001 | Ladda upp en bild av detta fornminne      |
| Årdala 202:1                            | Stensättning                     |              | Årdala, Södermanland |                            | 58.946414, 16.784071 | 10039202020001 | Ladda upp en bild av detta fornminne      |
| Årdala 203:1                            | Stensättning                     |              | Årdala, Södermanland |                            | 58.959978, 16.721261 | 10039202030001 | Ladda upp en bild av detta fornminne      |
| Årdala 204:1                            | Stensättning                     |              | Årdala, Södermanland |                            | 58.965228, 16.730325 | 10039202040001 | Ladda upp en bild av detta fornminne      |
| Årdala 205:1                            | Fornborg                         |              | Årdala, Södermanland |                            | 58.946456, 16.739416 | 10039202050001 | Ladda upp en bild av detta fornminne      |
| Årdala 210:1                            | Stensättning                     |              | Årdala, Södermanland |                            | 58.947561, 16.875146 | 10039202100001 | Ladda upp en bild av detta fornminne      |
| Årdala 222:1                            | Stensättning                     |              | Årdala, Södermanland |                            | 58.960632, 16.772459 | 10039202220001 | Ladda upp en bild av detta fornminne      |
| Årdala 223:1                            | Stensättning                     |              | Årdala, Södermanland |                            | 59.014662, 16.786287 | 10039202230001 | Ladda upp en bild av detta fornminne      |
| Årdala 224:1                            | Stensättning                     |              | Årdala, Södermanland |                            | 58.984133, 16.814349 | 10039202240001 | Ladda upp en bild av detta fornminne      |
| Årdala 225:1                            | Stensättning                     |              | Årdala, Södermanland |                            | 59.012031, 16.796402 | 10039202250001 | Ladda upp en bild av detta fornminne      |
| Årdala 226:1                            | Stensättning                     |              | Årdala, Södermanland |                            | 58.997741, 16.830364 | 10039202260001 | Ladda upp en bild av detta fornminne      |
| Årdala 227:1                            | Stensättning                     |              | Årdala, Södermanland |                            | 59.001924, 16.844447 | 10039202270001 | Ladda upp en bild av detta fornminne      |
| Årdala 228:1                            | Stensättning                     |              | Årdala, Södermanland |                            | 58.988543, 16.838175 | 10039202280001 | Ladda upp en bild av detta fornminne      |
| Årdala 231:1                            | Stensättning                     |              | Årdala, Södermanland |                            | 58.944560, 16.769216 | 10039202310001 | Ladda upp en bild av detta fornminne      |
| Årdala 232:1                            | Gravfält                         |              | Årdala, Södermanland |                            | 58.948928, 16.874350 | 10039202320001 | Ladda upp en bild av detta fornminne      |